# Yāval
Yāval är en ort i Indien.   Den ligger i distriktet Jalgaon och delstaten Maharashtra, i den centrala delen av landet, 800 km söder om huvudstaden New Delhi. Yāval ligger 215 meter över havet och antalet invånare är 32 881.
Terrängen runt Yāval är platt, och sluttar söderut. Runt Yāval är det tätbefolkat, med 286 invånare per kvadratkilometer. Närmaste större samhälle är Bhusawal, 16,5 km sydost om Yāval. Trakten runt Yāval består till största delen av jordbruksmark.